# Patto con il diavolo (film)
Patto con il diavolo (Shortcut to Happiness) è un film del 2003 diretto da Alec Baldwin, tratto dal breve racconto The Devil and Daniel Webster di Stephen Vincent Benét, a sua volta basato sul Dottor Faust.

## Trama
Jabez Stone è uno scrittore alquanto disperato, in quanto tutta la sua vita è un dramma e il lavoro non lo gratifica affatto. Solo una bellissima sconosciuta potrà dare una svolta positiva alla sua vita, offrendogli ricchezza e fama in cambio della sua anima.